# Port lotniczy Letterkenny
Port lotniczy Letterkenny (kod IATA: LTR, kod ICAO: EILT) – prywatny port lotniczy położony w Letterkenny, w hrabstwie Donegal, w Irlandii.